# Richard de Saint-Vanne
Le bienheureux Richard de Saint-Vanne ( † 1046), était un moine bénédictin, abbé de Saint-Vanne de Verdun, abbé de Lobbes de 1020 à 1033 ,.
Originaire de Reims il étudie sans doute à l’école cathédrale. Devenu chanoine et doyen du chapitre de la même cathédrale de Reims il renonce à ses privilèges pour se faire moine bénédictin à l’abbaye de Saint-Vanne, dont il devient l’abbé. Il le sera 42 ans.
Ami personnel d’Odilon de Cluny il est animé du même esprit de réforme monastique qu’il introduit dans plusieurs monastères. Il est conseiller du saint empereur Henri II, auquel il aurait donné l’habit monastique. Il contribue efficacement à faire respecter dans sa région la ‘trêve de Dieu’, ce qui lui vaut d’être surnommé ‘Grâce de Dieu’.
Liturgiquement le  bienheureux Richard est commémoré, le 14 juin (dans la région de Verdun).